# Ghiacciaio Clark
Il ghiacciaio Clark è un ghiacciaio lungo circa 9 km situato nella regione centro-occidentale della Dipendenza di Ross, in Antartide. Il ghiacciaio, il cui punto più alto si trova a circa 1400 m s.l.m., si trova in particolare nella zona orientale della dorsale Olympus, dove fluisce verso nord est, a partire dal versante nord-orientale del monte Theseus, dalla parte opposta al ghiacciaio Chinn, fino a terminare la sua estensione in un passo situato lungo il versante meridionale del monte Allen.

## Storia
Il ghiacciaio Clark è stato mappato dalla squadra occidentale della spedizione Terra Nova, condotta dal 1910 al 1913 e comandata dal capitano Robert Falcon Scott, ma è stato così battezzato solo in seguito dai membri della spedizione di ricerca antartica svolta dalla Università Victoria di Wellington nel 1958-59, in onore del professor R. H. Clark, capo del dipartimento di geologia di quell'università che fa anche a capo della ricerca di finanziatori per la suddetta spedizione.